# Senyoria de Blankenheim
Blankenheim fou una senyoria medieval del Sacre Imperi Romanogermànic centrada en la població de Blankenheim, a l'actual Renània del Nord-Westfàlia. Des de 1395 foren elevats a comtes de l'Imperi, però la família es va extingir poc després, i l'herència se la va quedar la família de Heinsberg. El personatge més important de la família fou Frederic de Blankenheim (Friedrich von Blankenheim vers 1355–1423) bisbe d'Estrasburg. Una branca de la mateixa família va governar la senyoria de Schleiden.

## Senyors
- Gerard I vers 1115
- Gerard II 1149-1174
- Conrad vers 1190
- Gerard III vers 1220
- Frederic I vers 1268
- Gerard IV mort el 1308
- Frederic II 1308-1329
- Arnold I 1308-1329
- Gerard V 1308-1350
- Arnold II de Bruch, mort el 1360
- Gerard VI 1350-1364
- Arnold III 1350-1358
- Arnold IV 1358-?
- Arnold V (elevat a comte 1395) mort el 1405
- Gerard VII 1405-1406
- Elisabet 1406-1463
- A Heinsberg 1463-1468
- A Manderscheid 1468